# Mick Molloy
Mick Molloy (Oughterard, Irlanda; 13 de marzo de 1938-Oughterard, 4 de septiembre de 2023) fue un atleta de irlandés especialista en la carrera de larga distancia que participó en los Juegos Olímpicos.

## Carrera
Compitió en la maratón en los Juegos Olímpicos de México 1968 como uno de los dos representantes de la República de Irlanda junto a Pat McMahon, terminando en el puesto 41 entre 57 participantes que terminaron la carrera.